# 黃何詠詩
黃何詠詩（英語：Susanne Wong Ho Wing-sze），香港公務員，現任發展局首席助理秘書長（工務）。

## 履歷
黃何詠詩在1997年加入政務職系，曾任職前教育統籌局、前資訊科技及廣播局、公務員事務局、香港駐華盛頓經濟貿易辦事處、運輸及房屋局、發展局及創新科技署。其後，她出任民政事務局首席助理秘書長（公民事務）。在2016年1月18日，黃何詠詩接替周可喬出任中西區民政事務專員。她在任至2020年6月29日，由梁子琪接替。　其後，黃何詠詩出任發展局首席助理秘書長（工務）。

## 榮譽

### 勳銜
官守太平紳士（J.P.）（2016年1月18日－2020年6月29日）

### 嘉許
- 行政長官公共服務獎狀（2021年7月1日，香港2021年度授勳及嘉獎名單）。

## 資料來源
1. ↑  . www.info.gov.hk.   [2023-07-31]. （原始内容存档于2020-09-30）.
2. ↑  . www.info.gov.hk.   [2023-07-31]. （原始内容存档于2023-03-28）.
3. ↑  . www.devb.gov.hk.   [2023-07-31]. （原始内容存档于2023-07-31）.
4. ↑  . 香港特別行政區政府憲報. 2016-01-15.

| 政府职务        | 政府职务                                        | 政府职务        |
| --------------- | ----------------------------------------------- | --------------- |
| 前任者： 周可喬 | 中西區民政事務專員 2016年1月18日－2020年6月29日 | 繼任者： 梁子琪 |